# Омутная (приток Большой Ашки)
Омутная — река на Среднем Урале, приток Большой Ашки. Исток примерно в 8,5 км северо-восточнее посёлка Висимо-Уткинск. Протекает в северо-западном направлении по территории муниципального образования «город Нижний Тагил». Впадает в Большую Ашку слева, в 22 км от её устья. Длина реки 11 км.

## Данные водного реестра
По данным государственного водного реестра России, река Омутная относится к Камскому бассейновому округу, речной бассейн — Кама, подбассейн — Кама до Куйбышевского водохранилища (без бассейнов рек Белой и Вятки), водохозяйственный участок — Чусовая от города Ревды до в/п посёлка Кын.
Код объекта в государственном водном реестре — 10010100612111100010751